# Кобичик Петро Дмитрович
Петро Дмитрович Кобичик (18 вересня 1945, Новоград-Волинський — 4 листопада 2020, Чернівці) — радянський футболіст і арбітр, український арбітр і футбольний функціонер. Суддя всесоюзної категорії (1987), суддя національної категорії (1992), представляв Чернівці. Входив до списків найкращих суддів СРСР: 1989 і 1990. Голова Чернівецької обласної федерації футболу (з 1996 по 2012). Член Комітету арбітрів ФФУ (2005–2011).

## Життєпис
Закінчив СШ № 3 у місті Новоград-Волинський та Івано-Франківський технікум фізичної культури. У Чернівцях мешкає з 1968 року.
Спортом почав займатись з 6 класу. Спочатку відвідував одразу три секції — футбольну, волейбольну та баскетбольну.
В юнацькому віці з командою «Авангард» (Новоград-Волинський) став чемпіоном Житомирщини з футболу й отримав І розряд, завдяки чому був призваний до спортивної роти. Під час служби в армії грав за збірну Львівського політучилища, з якою виграв Кубок мільйонів (або чемпіонат СРСР серед КФК) та посів 3 місце на першості Збройних сил СРСР. Один рік виступав у складі молодіжної збірної УРСР. Грав у дублі СКА (Львів), був на оглядинах у львівських «Карпатах» та ЦСКА (Москва). Після служби в армії віддав перевагу запрошенню від «Буковини» (Чернівці), де довгий час виступав, окрім 1971-1974 рр., коли грав за «Спартак» (Івано-Франківськ). З «Буковиною» виборював 2 місце у другій лізі, а зі «Спартаком» — 1 місце у другій лізі.
У 1979 році працював заступником директора стадіону «Буковина», з 1980 по 1993 рр. — директором ДЮСШ «Буковина», у 1993-95 рр. — начальником команди «Буковина», у 1995 році — тренером «Буковини». З 1996 року по 2012 рік — голова Чернівецької обласної федерації футболу.
З 1981 року почав судити футбольні матчі чемпіонату області. Через рік став арбітром республіканської категорії, а у 1987 році — отримав всесоюзну категорію, яка з проголошенням незалежності перетворилася на національну.  Як головний арбітр провів 104 зустрічі із них 36 матчів у вищій лізі СРСР, в 66 матчах був боковим суддею із них 27 матчів у вищій лізі СРСР та України. Також як лайнсмен обслуговував міжнародні матчі єврокубків та серед збірних команд.
З 1995 року по 2017 рік інспектував матчі вищої ліги України. Тривалий час був головою експертної комісії ФФУ. Надалі був спостерігачем арбітражу в молодіжних матчах УПЛ та в аматорських змаганнях.